# Masao Baba
Masao Baba (Kumamoto, 7 de janeiro de 1892 — Rabaul, 7 de agosto de 1947) foi um general do Exército Imperial Japonês que comandou forças militares terrestres japonesas na Campanha de Bornéu de 1945 nos últimos meses da Segunda Guerra Mundial.

## Biografia

### Início
Baba nasceu na prefeitura de Kumamoto. Era filho do tenente Baba Masayuki, oficial do Exército Imperial Japonês (EIJ), e sua esposa. Frequentou academias militares em sua adolescência, começando na Escola de Cadetes de Hiroshima, cujo currículo era baseado em preceitos prussianos. Formou-se na Escola Imperial do Exército em dezembro de 1912, especializando-se em cavalaria. Como segundo-tenente, foi designado para o Quinto Regimento de Cavalaria do EIJ.
Em novembro de 1921 ele se formou na Escola Militar Imperial. Permaneceu na cavalaria durante toda a sua carreira. Foi ligado à Inspeção de Cavalaria de 1933 a 1935, onde atuou como instrutor. Em 1935, Baba foi promovido a coronel e depois recebeu o comando do Segundo Regimento de Cavalaria do EIJ de 1935 a 1938.
Em julho de 1938, Baba foi promovido a general de divisão e serviu como oficial de comando da Terceira Brigada de Cavalaria do EIJ até 1939. De 1939 a 1940, ele serviu como oficial de pessoal na Inspeção de Cavalaria. Tornou-se comandante-chefe de todas as operações de cavalaria de 2 de dezembro de 1940 a 1 de outubro de 1941. Durante a Segunda Guerra Sino-Japonesa, oi enviado para a Mongólia Interior para desenvolver operações de cavalaria. Em agosto de 1941, Baba foi promovido a tenente geral.

### Segunda Guerra Mundial
Com o início da Segunda Guerra Mundial, Baba foi designado como comandante da Divisão 53 da IJA, cargo que ocupou em 25 de setembro de 1943, quando foi nomeado comandante da Quarta Divisão da EIJ em Sumatra. Mais tarde, ele se tornou comandante-chefe do Trigésimo Sétimo Exército Japonês baseado em Bornéu.
Em Bornéu, Baba liderou operações anti-guerrilha no interior da ilha. A reconquista de Bornéu pelas forças aliadas começou em 1 de maio de 1945 com o desembarque do exército australiano em Tarakan e com outros desembarques em Brunei e Labuán em 10 de junho. As forças japonesas se renderam em 9 de setembro, com o general Baba entregando formalmente sua espada ao general australiano George Wootten em Labuán em 10 de setembro. Baba foi oficialmente dispensado do Exército Imperial Japonês em abril de 1946.

### Julgamento e execução
Baba foi preso em janeiro de 1947 por suspeita de estar envolvido em crimes de guerra e levado a Rabaul para julgamento. Ele foi acusado de responsabilidade de comando pelas Marchas da Morte de Sandakan, durante as quais mais de 2.000 prisioneiros de guerra australianos perderam a vida. No julgamento, foram apresentadas provas de que Baba estava ciente da condição precária dos prisioneiros, mas deu ordens diretas para a segunda marcha a ser realizada. O julgamento começou em 28 de maio de 1947 e terminou oito dias depois, em 5 de junho de 1947, com uma sentença de morte. Baba foi enforcado em 7 de agosto de 1947.